# Die Jüdin von Toledo (Bühnenstück)
Die Jüdin von Toledo ist ein historisches Trauerspiel von Franz Grillparzer in fünf Aufzügen. Geschrieben großteils zwischen etwa 1848 und 1855, wurde es erst posthum am 21. November 1872 in Prag uraufgeführt.

## Inhalt
Die junge, übermütige Jüdin Rahel dringt eines Tages in die königlichen Gärten in Toledo ein und überrascht das Königspaar. Während die Königin von der Zudringlichkeit der Eingedrungenen angewidert ist, bleibt der König fasziniert von der Leidenschaft des fremden Mädchens. Mit der Zeit verfällt er dem Charme der Jüdin. Weil Toledo von den Mauren bedroht wird, fühlt sich die Königin gezwungen, Rahel mit Unterstützung des Hofstaates zu beseitigen und damit den König zur Vernunft zu bringen.

## Entstehung
Grillparzer adaptiert frei Las paces de los Reyes y Judía de Toledo von Lope de Vega (als Vorbild diente Rahel la Fermosa), obwohl ein anderes historisches Ereignis möglicherweise stärkeren Einfluss auf den Inhalt des Dramas genommen hat, nämlich die Affäre des bayrischen Königs Ludwig I. mit der irischen Tänzerin Lola Montez um das Jahr 1847, die eine Revolte der Bevölkerung hervorrief.
An dem Drama hat Grillparzer mehrere Jahrzehnte lang gearbeitet. Erste Erwähnungen der Idee finden sich um das Jahr 1812 herum. Einen ersten ausführlichen Entwurf verfasste er 1824, nach der Lektüre der Version von Lope de Vega, im selben Jahr entstanden wohl auch die ersten Szenen. Nach einer längeren Pause beschäftigte Grillparzer sich erst 1837 in neuen Studien weiter mit dem Stoff. Die eigentliche Niederschrift des Dramas fand dann um 1848 / 1849 statt. Das genaue Datum der Beendigung ist nicht bekannt, angenommen wird ein Zeitraum um 1855, wobei jedoch vermutet wird, dass Grillparzer auch danach noch bis an sein Lebensende weiter an dem Text gefeilt hat, eine endgültige Textfassung existiert nicht. Da er zu Lebzeiten auch so gut wie niemandem von seiner Arbeit an diesem Stück erzählt hatte, war die Auffindung des Dramas in Grillparzers Nachlass 1872 eine Überraschung. Die Uraufführung fand noch im selben Jahr statt, am 21. November 1872 am Deutschen Landestheater in Prag. An Grillparzers Stammbühne, dem Burgtheater in Wien, war das Stück erstmals am 21. Januar 1873 zu sehen. Die erste Buchveröffentlichung erfolgte 1872 bei Cotta in Stuttgart.

## Sekundärliteratur
Die Jüdin von Toledo. (Programmheft), Burgtheater GesmbH, Wien 2010.

## Adaptionen
- Die Jüdin von Toledo, Film, Deutschland 1920/21, Regie: Otto Kreisler, Drehbuch: Robert Land, Darsteller: Franz Höbling, Ida Norden und Leopold Iwald
- Die Jüdin von Toledo, Oper von Detlev Glanert, Libretto von Hans-Ulrich Treichel, Uraufführung 10. Februar 2024, Semperoper Dresden